# 어떤 과학의 초전차포 (애니메이션)
어떤 과학의 초전차포는 애니메이션으로서 2009년 10월부터 2010년 3월까지 24화로 방송되었다. 초반부는 일상편과 레벨어퍼 사건으로 구성되어 있으며 후반부는 카마치 카즈마의 의견과 감수 하에 독자적인 에피소드로 구성되어 있다. 대한민국의 애니맥스 채널에서도 2012년부터 방영하였다. 하지만 1기는 액션씬이 2기에 비해서 좀 떨어진다. 하지만 초반부에 나오는 일상편이 만화에 재미를 더해준다.

## 스태프
- 원작: 카마치 카즈마, 후유카와 모토이
- 캐릭터 원안: 하이무라 키요타카
- 감독: 나가이 타츠유키
- 시리즈 구성: 미나카미 세이시 (水上清資)
- 캐릭터 디자인: 타나카 유이치 (田中雄一)
- 플롯 디자인: 아베 노조무 (阿部望
- 미술 감독: 쿠로다 토모노리 (黒田友範)
- 색채 설정: 안도 토모미 (安藤智美)
- 촬영 감독: 후쿠세 신고 (福世晋吾)
- 음향 감독: 아케타가와 진 (明田川仁)
- 음향 제작: 매직 캅셀 (マジックカプセル)
- 음악: I've Sound / 이노우치 마이코 (井内舞子)
- 프로듀서: 나카야마 노부히로 (中山信宏), 미네스코 츠카사 (峯健司) 미키 카즈마(三木一馬), 후지타 사토 (藤田敏), 카나니와 코즈메구 (金庭こず恵)
- 애니메이션 제작: J.C.STAFF
- 제작: PROJECT-RAILGUN(제네온 유니버설 엔터테인먼트, 아스키 미디어 웍스, J.C.STAFF, AT-X, 무빅

## 노래
여는 노래
〈only my railgun〉 (2(DVD는 1화)~14화)
작사: 야기누마 사토시·yuki-ka
작곡·편곡: 야기누마 사토시
노래: fripSide
〈LEVEL5-judgelight-〉 (15~23화)
작사: fripSide
작곡·편곡: 야기누마 사토시
노래: fripSide
닫는 노래
〈only my railgun〉 (1화)
〈Dear My Friends -아직 보지 못한 미래에(まだ見ぬ未来へ 마다 미누 미라이에[*])-〉(2(DVD는 1화)~11화, 13~14화, 24화)
작사: 春和文
작곡: 와타나베 타쿠야
편곡: 오오쿠보 카오루
노래: ELISA
〈SMILE -You&Me-〉 (12화)
작사: 니시다 에미
작곡: 와타나베 타쿠야
편곡: 마스다 타케시
노래: ELISA
〈Real Force〉 (15~23화)
작사: 무츠미 스미요
작곡·편곡: 키쿠타 다이스케(엘레멘츠 가든)
노래: ELISA
〈Special 'One'〉 (번외편)
작사: 하루카즈 아야
작곡: 카와사키 사토미
편곡: 오오쿠보 카오루
노래: ELISA
삽입곡
〈only my railgun〉 (12화, 24화)
〈LEVEL5-judgelight-〉 (24화)

## 에피소드 목록
각 화의 부제는, A파트 종료 시의 아이캐치 화면에서 표시된다.
| 화수 | 부제                                                                                                 | 각본                            | 콘티                                            | 연출              | 작화 감독                                                                                | 총작화감독                                                  | 원작                             |
| ---- | --- | ------------------------------- | ----------------------------------------------- | ----------------- | ---------------------------------------------------------------------------------------- | ----------------------------------------------------------- | -------------------------------- |
| #1   | 전격 사용(일렉트로 마스터)                                                                           | 미나카미 세이시                 | 나가이 타츠유키                                 | 나가이 타츠유키   | 사노 케이이치 아베 노조무 야마시타 유우 카미타니 토모히로 사쿠라비 카츠시(레이아웃 감독) | 타나카 유이치                                               | 1권 1화 애니메이션 오리지널      |
| #2   | 불볕더위 아래의 작업에는 수분 보충이 필수입니다에요                                                  | 오오노기 히로시 미나카미 세이시 | 나카츠 타마키                                   | 나카츠 타마키     | 타나카 하루카 시미즈 아스카 이와쿠라 카즈노리                                            | 시타야 토모유키                                             | 3권 17화 애니메이션 오리지널     |
| #3   | 노려진 토키와다이                                                                                    | 스나야마 쿠라스미               | 오오카미 소마 (야나기사와 테츠야)               | 카와바타 타카시   | 치바 시게루 후쿠나가 쥰이치                                                              | 사노 케이이치                                               | 애니메이션 오리지널              |
| #4   | 도시 전설                                                                                            | 아사카와 미야                   | 타치바나 히데키                                 | 타치바나 히데키   | 키모토 시게키                                                                            | 키모토 시게키                                               | 1권 3화 애니메이션 오리지널      |
| #5   | 어떤 두 사람의 신인교육                                                                              | 텐가와 노부히코                 | 카미타니 토모히로                               | 카미타니 토모히로 | 나카무라 나오토 야나기 신스케                                                            | 타나카 유이치                                               | 3권 번외편 애니메이션 오리지널   |
| #6   | 이런 일에는 모두 적극적이에요                                                                        | 쿠니사와 마리코                 | 니헤이 유이치                                   | 이시카와 토시오   | 토미오카 히로시 미야카와 치에코                                                          | 야마시타 유우 이이즈카 하루코 키모토 시게키                 | 1권 2·4화                        |
| #7   | 능력과 힘                                                                                            | 이토 미치코                     | 야타가이 켄이치                                 | 야타가이 켄이치   | 타나카 하루카 토미나가 에이지 사노 에리 요시다 나오토 아베 노조무(이펙트)                | 시타야 토모유키 나카무라 나오토                             | 1권 4·5화                        |
| #8   | 환상어수(레벨 어퍼)                                                                                  | 텐가와 노부히코                 | 야시마 사코미 (미야지 마사유키)                 | 소쿠자 마코토     | 카미모토 카네토시 히라카와 아키오 아베 노조무(이펙트)                                    | 야나기 신스케                                               | 1권 6·7화 애니메이션 오리지널    |
| #9   | 머조리티 리포트                                                                                      | 오오노기 히로시                 | 야마우치 시게야스                               | 야마우치 시게야스 | 이와쿠라 카즈노리 키모토 시게키                                                          | 이와쿠라 카즈노리 키모토 시게키 타나카 유이치               | 2권 8·9·10화 애니메이션 오리지널 |
| #10  | 사일런트 머조리티                                                                                    | 오오노기 히로시                 | 스베카마 마코토 (코바야시 츠네오)               | 타카시마 다이스케 | 야마시타 요시미츠                                                                        | 타나카 유이치                                               | 2권 11·12화 애니메이션 오리지널  |
| #11  | 키야마 선생님                                                                                        | 스나야마 쿠라스미               | 니헤이 유이치                                   | 마비키 케이       | 나카무라 나오토 아베 노조무(이펙트) 야나기 타카후미(이펙트) 츠네키 시노부(메카닉 디자인) | 야나기 신스케                                               | 2권 11·12화 3권 14화             |
| #12  | AIM 버스터                                                                                           | 미나카미 세이시                 | 후쿠다 미치오                                   | 타치바나 히데키   | 후지이 마사히로 아베 노조무(이펙트)                                                      | 후지이 마사히로                                             | 3권 15·16화 애니메이션 오리지널  |
| #13  | 비키니는 시선이 상하로 나뉘지만 원피스는 신체의 라인이 드러나기 때문에 마른 편이라면 어울리지 않아요 | 이토 미치코                     | 나카츠 타마키                                   | 카미타니 토모히로 | 사노 에리 미야카와 치에코                                                                | 키모토 시게키                                               | 애니메이션 오리지널              |
| #14  | 특별 강습                                                                                            | 아사카와 미야                   | 야시마 사코미 (미야지 마사유키)                 | 카와바타 타카시   | 치바 시게루 후쿠나가 쥰이치 미야지마 히토시                                              | 야나기 신스케                                               | 애니메이션 오리지널              |
| #15  | 스킬 아웃                                                                                            | 오오노기 히로시                 | 니헤이 유이치                                   | 소쿠자 마코토     | 카미모토 카네토시 히라카와 아키오                                                        | 나카무라 나오토                                             | 애니메이션 오리지널              |
| #16  | 학원 도시                                                                                            | 오오노기 히로시                 | 니헤이 유이치                                   | 타카시마 다이스케 | 코가와 에리 토미나가 에이지 세가와 신야                                                  | 키모토 시게키                                               | 애니메이션 오리지널              |
| #17  | 여름방학의 츠즈리                                                                                    | 스나야마 쿠라스미               | 스베카마 마코토 (코바야시 츠네오)               | 마비키 케이       | 이시카와 신료 사노 에리 코가와 에리 시바타 시로우                                        | 타나카 유이치 키모토 시게키 나카무라 나오토 마츠시타 이쿠코 | 애니메이션 오리지널              |
| #18  | 아스나로 원                                                                                          | 쿠니사와 마리코                 | 코야마 요시타카                                 | 코야마 요시타카   | 엔도 다이스케                                                                            | 야나기 신스케                                               | 애니메이션 오리지널              |
| #19  | 성하제                                                                                               | 텐가와 노부히코                 | 타치바나 히데키                                 | 타치바나 히데키   | 후지이 마사히로                                                                          | 후지이 마사히로                                             | 애니메이션 오리지널              |
| #20  | 난잡개방(폴터 가이스트)                                                                              | 아사카와 미야                   | 니헤이 유이치                                   | 진보 마사토       | 키모토 시게키 이시카와 신료                                                              | 타나카 유이치 키모토 시게키                                 | 애니메이션 오리지널              |
| #21  | 목소리                                                                                               | 미나카미 세이시                 | 카미타니 토모히로                               | 카미타니 토모히로 | 토미나가 에이지 사노 에리                                                                | 키모토 시게키                                               | 애니메이션 오리지널              |
| #22  | 레벨 6 (신이 아닌 몸으로 천상의 의지에 도달하는 자)                                                  | 스나야마 쿠라스미               | 스베카마 마코토 (코바야시 츠네오) 니헤이 유이치 | 카사이 켄이치     | 코가와 에리 시다 신료                                                                    | 사노 케이이치                                               | 애니메이션 오리지널              |
| #23  | 지금, 당신의 눈에는 무엇이 보입니까?                                                                 | 아사카와 미야                   | 하소다 나오토                                   | 타카시마 다이스케 | 나카무라 나오토 요시다 나오토 토미나가 에이지 마츠시타 이쿠코                            | 키모토 시게키                                               | 애니메이션 오리지널              |
| #24  | Dear My Friends                                                                                      | 미나카미 세이시                 | 나가이 타츠유키                                 | 나가이 타츠유키   | 후지이 마사히로 타카세 켄이치 이시카와 신료 사노 에리 야마시타 유우                      | 타나카 유이치 사노 케이이치                                 | 애니메이션 오리지널              |

## 방송국
- 일본에서는 MX에서 2009년 10월 ~ 2010년 3월에 방영을 했었다.
- 대한민국에서는 2012년 4월 2일부터 5월까지 애니맥스 채널에서 방영을 했다.